# الأسد في الشتاء (فلم)
الأسد في الشتاء (بالإنجليزية: The Lion in Winter) هو فيلم دراما تم إنتاجه في إنجلترا وصدر في سنة 1968.

## بطولة
- بيتر أوتول
- كاثرين هيبورن
- أنتوني هوبكنز
- تيموثي دالتون

### ترشيحات وجوائز
| السنة | الحدث | الفئة             | النتيجة  |
| ----- | ----- | ----------------- | -------- |
|       |       | أوسكار أحسن ممثلة | فـــــوز |

## الميزانية والإيرادات
بلغت تكلفة إنتاج الفيلم حوالي 10 ملايين دولار بينما حقق أرباحا تقدر بـ 22,276,975 دولار.

## وصلات خارجية
- مقالات تستعمل روابط فنية بلا صلة مع ويكي بيانات